# 柳ケ坪町
柳ケ坪町（やながつぼちょう）は、愛知県瀬戸市山口連区の町名。丁番を持たない単独町名である。

## 地理
- 瀬戸市の南部に位置する[8]。西を池田町、北を矢形町・山口町、東を田中町、南を掛下町と隣接している[8]。
- 古くは農業地域であったが、近年住宅の建設が進む[8]。
- この地区は古代条里制の遺構をもち、碁盤目状の地割・用水路網がよく残されていたが、戦後の土地改良事業で消失[9]。

### 河川
- 矢田川（山口川）[8] ： 町の南端、掛下町との境を西流している。
- 八幡川（矢田川支流）[8] ： 町の東端、田中町との境を南流し、町の南東端で矢田川に注ぎ込んでいる。

- 矢田川（柳ケ坪町・掛下町境）
- 八幡川（柳ケ坪町・田中町境）
- 矢田川と八幡川の合流点[注釈 1]

### 学区
市立小・中学校に通う場合、学区は以下の通りとなる。また、公立高等学校に通う場合の学区は以下の通りとなる。
| 番・番地等 | 小学校               | 中学校             | 高等学校 |
| ---------- | -------------------- | ------------------ | -------- |
| 全域       | 瀬戸市立幡山東小学校 | 瀬戸市立幡山中学校 | 尾張学区 |

## 歴史

### 町名の由来
町名設定の際、旧山口村字柳ケ坪の字名を採って柳ケ坪町にした。この一帯は条里制が施行された地であり、柳ケ坪の地名も条里に由来する。

### 沿革
- 1981年（昭和56年）3月31日 - 瀬戸市大字山口字六反田・柳ケ坪の各一部により、同市柳ケ坪町として成立[2]。

## 世帯数と人口
2024年（令和6年）2月1日現在の世帯数と人口は以下の通りである。
| 町丁     | 世帯数  | 人口  |
| -------- | ------- | ----- |
| 柳ケ坪町 | 282世帯 | 675人 |

### 人口の変遷
国勢調査による人口の推移
| 1995年（平成7年）  | 486人 | [ 13 ] |  |
| 2000年（平成12年） | 543人 | [ 14 ] |  |
| 2005年（平成17年） | 568人 | [ 15 ] |  |
| 2010年（平成22年） | 633人 | [ 16 ] |  |
| 2015年（平成27年） | 635人 | [ 17 ] |  |
| 2020年（令和2年）  | 619人 | [ 18 ] |  |

### 世帯数の変遷
国勢調査による世帯数の推移。
| 1995年（平成7年）  | 153世帯 | [ 13 ] |  |
| 2000年（平成12年） | 186世帯 | [ 14 ] |  |
| 2005年（平成17年） | 196世帯 | [ 15 ] |  |
| 2010年（平成22年） | 224世帯 | [ 16 ] |  |
| 2015年（平成27年） | 238世帯 | [ 17 ] |  |
| 2020年（令和2年）  | 249世帯 | [ 18 ] |  |

## 交通

### 鉄道
- 愛知環状鉄道・愛知環状鉄道線[8] ： 町の北部を東西に走っている。最寄り駅は山口駅。

- 愛知環状鉄道線（柳ケ坪町内）

### バス
町内にバスは走っていない。最寄りのバス停は、瀬戸市コミュニティバス「上之山線」の山口駅バス停・山口郵便局バス停になる。

### 道路
町内に国道・県道は走っていない。

## その他

### 日本郵便
- 郵便番号 : 489-0953[6]（集配局：瀬戸郵便局[19]）。